# 風情
風情（ふぜい）は、日本古来存在する美意識の1つ。一般的に、長い時間を経て大自然によりもたらされる物体の劣化や、本来あるべき日本の四季が造り出す、儚いもの、質素なもの、空虚なものの中にある美しさや趣や情緒を見つけ、心で感じるということ。またそれを感じ、心を平常に、時には揺さぶらせ豊かにするということ。
しかしながら「風情」とは個々人の生い立ちや教養や美意識の問題でもあり、一概にこれであると定義することはできない曖昧な言葉である。
また近年、典型例を挙げれば日本人が紳士の国イギリスに憧れを抱く如く、世界的ジャポニスムの流れによって「風情」に憧れを抱き日本を好きになる外国人も少なくない。